# 李少民

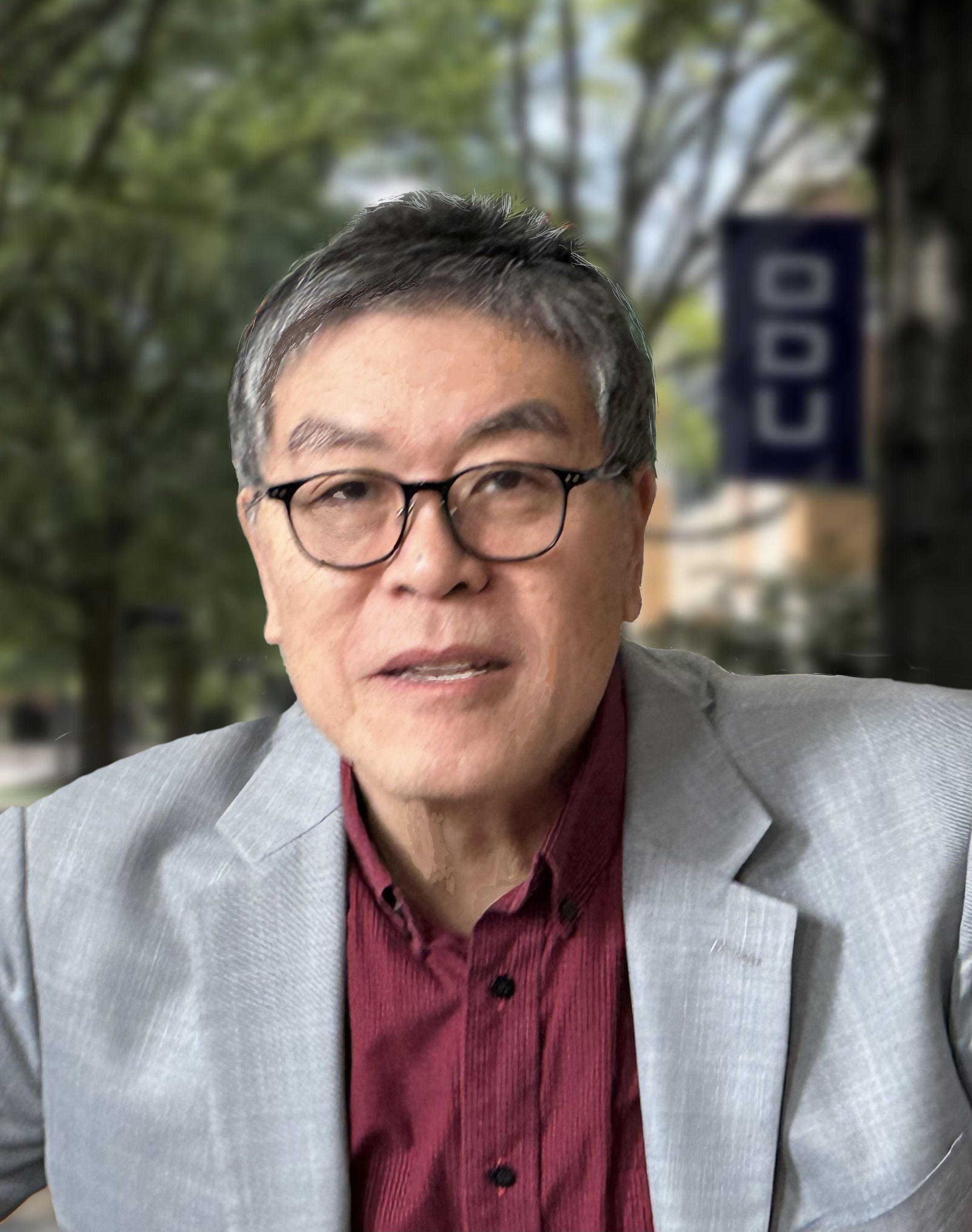

李少民（Shaomin Li，1956年—），美籍华裔学者，老道明大学工商管理系教授。祖籍遼寧省蓋林縣，生於北京.

## 生平
李少民出生于北京，其父是曾受中共总书记胡耀邦重用的原中共中央宣传部理论局副局长李洪林。李少民自幼研习美术，在文化大革命中担任宣传员，绘制宣传画及毛泽东肖像。李少民于1982年毕业于北京大学并获经济学学士学位。后赴美国留学，1984年获纽约州立大学奥尔巴尼分校社会学硕士学位，1985年赴普林斯顿大学读社會系博士。
1987年，中共掀起反对资产阶级自由化浪潮，中共总书记胡耀邦下台，哥伦比亚大学和普林斯顿大学的一群留学生给中共写了一封公开信抗议，李少民是发起人之一，很快有一千多名留学生响应签名。这是海外民主运动史上大陆留学生第一次联署公开信抗议中共政治迫害，造成的影响非常大，被称为“新公车上书”。国际媒体纷纷要求采访发起公开信的留学生，但多数人顾忌中共迫害，不愿公开露面。只有杨小凯、于大海和李少民愿意接受采访，当纽约时报登出他们叁人的照片後，「普林斯顿叁剑客」之名不胫而走。
李少民1988年获普林斯顿大学博士学位。毕业后在哈佛大学费正清中心从事博士后研究。此后曾任教于北京大学与香港科技大学。1996年出任香港城市大学营销学系副教授。
2001年2月，李少民在访问中国大陆期间因涉嫌间谍罪而被监视居住，后于5月15日被正式逮捕。同年7月14日，北京市第一中级人民法院以其为台湾间谍组织收集情报的罪名将其驱逐出境。而李少民本人则对此指控予以否认。之后他回到香港城大任教，但次年因停薪留职问题无法与校方达成协议而辞职，并前往美国弗吉尼亚州老道明大学教授国际商业。
李少民为国际学术期刊《当代中国研究》创刊主编。李少民和合作者共同创立制度为本和关系为本的理论，曾被英国《经济学人》两次报道。2008年弗吉尼亚州授予李少民“杰出教授奖”。2012年欧道明大学授予李少民“卓越学者”称号(Eminent Scholar)。

## 学术成就
李少民发表了上百篇论文和十多本学术著作，包括《制度薄弱的国家中的行贿与腐败》（Bribery and Corruption in Weak Institutional Environments）、《中国的举国大公司的崛起》（The Rise of China, Inc.）。
《举国大公司》一书曾获亚马逊国际商学书类销售第一名。在本书中，李少民首次提出“举国大公司”的概念。指出中共对中国的管制模式是把它作为一个大公司：中共领导层是这个大公司的董事会，总书记相当于公司的董事长，中共政府各个部门如同大公司的职能部门、动用国家能力帮助这个大公司的各个部门获取技术、寻找投资、扩展市场。国企相当于这个大公司的事业部，和中共关系良好的企业相当于它的子公司，私企相当于由中共控股的合资公司，外企相当于中共的加盟公司。而居住在全中国的居民则相当于这个大公司的雇员。在中国，生活、工作、经商、受教育以及居住并不是与生俱来的权利，而是由中共所特许的，随时可以被收走。中共的产业政策，相当于举国大公司的战略。这个战略的实行方式是：首先，选出国家准备发展的行业，对此行业予以保护避免外国的竞争，同时引进先进技术；然后，选择和扶持国内企业。在中国受保护的大市场中，被扶持企业可以迅速扩大规模，降低成本，时机成熟走向国外占领世界市场。在国与国交往中，中国政府可以像公司一样灵敏，在公司对公司竞争中，中国的公司可以像政府一样有实力。这样一个把国家当成大公司的模式，举世无双。它对世界影响很大。第一，它即是政府又是企业，有举国资源；第二，它的规模巨大。作者在本书中讨论了各国的应对策略。